# Cavillatrix calliphorina
Cavillatrix calliphorina là một loài ruồi trong họ Tachinidae.